# Lyrurus
A Lyrurus a madarak osztályának tyúkalakúak (Galliformes) rendjébe és a fácánfélék (Tetraonidae) családjába  tartozó nem.

## Rendszerezés
Besorolásuk vitatott, egyes rendszerezők szerint a fajdformák (Tetraoninae) alcsaládjába és a Tetrao nembe tartoznak.
A nembe az alábbi 2 faj tartozik:
- nyírfajd (Lyrurus tetrix vagy Tetrao tetrix)
- kaukázusi nyírfajd (Lyrurus mlokosiewiczi vagy Tetrao parvirostris)